# 루 미핸

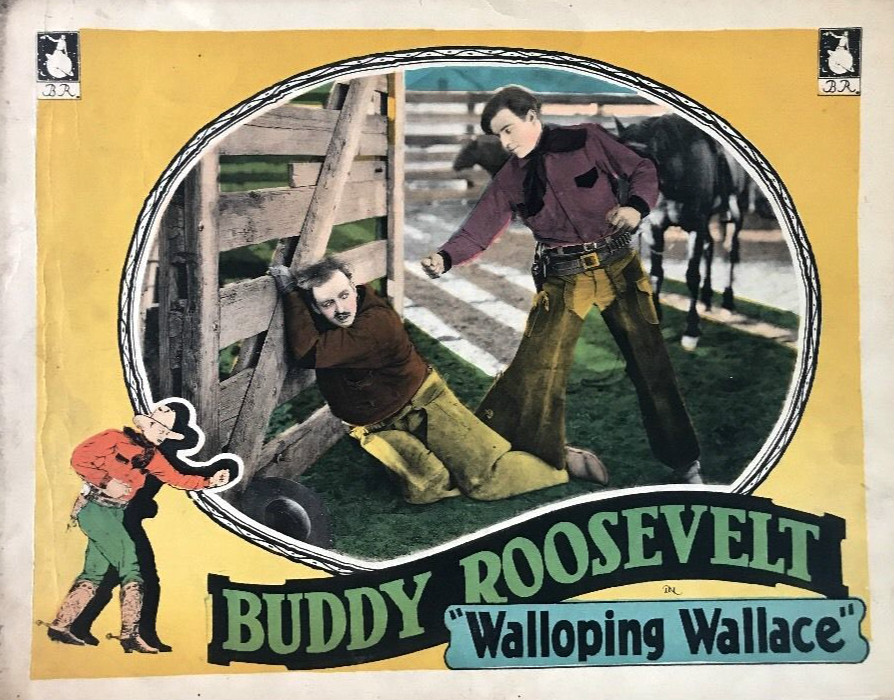

루 미핸(Lew Meehan, 1890년 9월 7일 ~ 1951년 8월 10일)은 미국의 배우, 영화배우, 각본가이다.
미네소타주에서 태어났으며 로스앤젤레스에서 사망하였다.

## 영화
- 딕 트레이시 미츠 그루섬 (1947년)
- 샤도우 (1940년)
- 돌아온 론 레인저 (1939년)
- 스파이더스 웹 (1938년)
- 더 월드 체인지 (1933년)
- 헤리티지 오브 더 데저트 (1932년)
- 뉴 문 (1930년)